# Epactosaure
L'epactosaure (Epachthosaurus, "llangardaix pesant") és un gènere de dinosaure sauròpode titanosàurid que va viure al Cretaci superior. Les seves restes fòssils foren trobades al centre i al nord de la Patagònia a Amèrica del Sud.
L'espècie tipus, E. sciuttoi, va ser descrita per Powell l'any 1990. Un esquelet quasi complet va ser descrit l'any 2004.